# 10-Gruppen
Il 10-Gruppen è un'azienda di design svedese.

## Attività
L'azienda fu fondata nel 1970 ed ebbe come membri del collettivo di progettazione Inez Svensson, Gunila Axén, Ingela Håkansson, Susanne Grundoll, Britt-Marie Christofferson, Birgitta Hahn, Lotta Hagerman, Tom Hedqvist, Carl-Johan De Geer e Tage Möller.

I loro primi dieci pattern, presentati al Centro Culturale Svedese di Parigi, furono prodotti dalla Borås Wäfveri.
Nel 1973 il gruppo ha aperto un proprio punto vendita a Stoccolma ed infittito la propria rete di vendita in Francia.

Nel 1987 i dieci designer divennero cinque e nel 2000 solo tre: Birgitta Hahn, Ingela Håkansson e Tom Hedqvist.
Il gruppo ha progettato oltre che per la Borås Wäfveri, anche per IKEA, Rörstrand e Duro.
I pattern sono stati utilizzati anche nell'abbigliamento, per vasellame in plastica.

## Contributo e opere
I tessuti pop serigrafati disegnati da questo gruppo, tra gli altri Gunila Axén e Ingela Håkansson, portano in Svezia, all'inizio degli anni 60, un nuovo spirito nel mondo conservatore dell'industria tessile scandinava. Infatti i pattern colorati e briosi dei loro tessuti trovarono numerose difficoltà prima di entrare in produzione . Emblematico in questo senso è l'incidente avuto con l'azienda Borås Wäfveri, la prima a produrre i loro progetti, ma che li ritirò per un breve periodo, fino a quando le proteste dei giornalisti di design non la fece ritornare sui propri passi. In seguito a questo avvenimento si diede vita al collettivo.

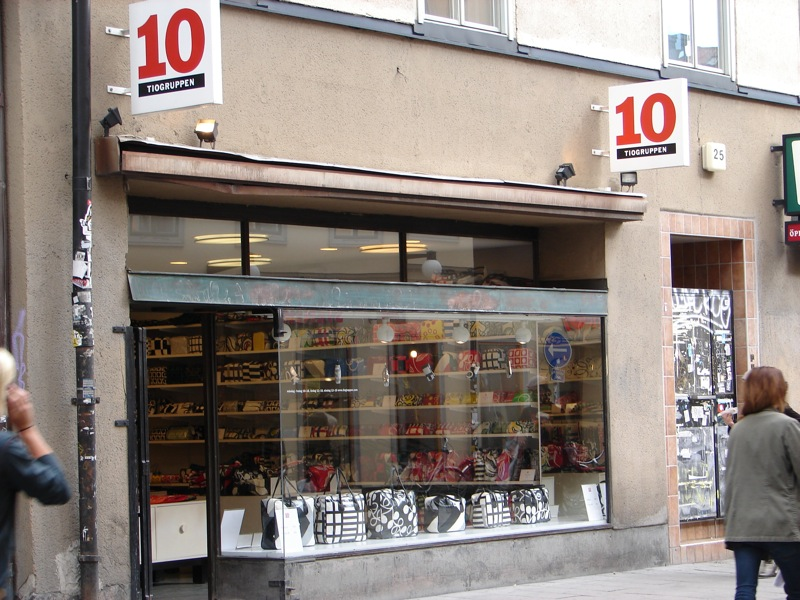
Punto vendita di Stoccolma